# Bathyergoides
Bathyergoides — вимерлий рід гризунів з Африки. Це єдиний представник родини Bathyergoididae. Скам'янілості Bathyergoides neotertiarius були знайдені в ранньоміоценовій формації Elisabeth Bay у Намібії.